# Seminario vescovile di Savona
Il seminario vescovile di Savona sorge nel quartiere della Villetta, sulla collina alle immediate spalle del centro della città.

## Storia e descrizione
L'edificio sorse nella seconda metà del XIX secolo in una posizione panoramica e tranquilla, all'epoca ancora non circondata da palazzi di civile abitazione. L'edificio è costituito da un corpo principale che si sviluppa attorno al chiostro centrale abbellito da colonne neoromaniche, e da quattro ali che si protendono verso l'esterno, due sul lato est e due sul lato ovest. La struttura è circondata sul lato nord ed est da un ampio parco. All'interno si trovano una biblioteca costituita principalmente da testi di natura teologica e religiosa, e una quadreria aperta al pubblico che conserva un discreto numero di opere pittoriche di un certo interesse artistico.